# Bodån, Norrbotten
Bodån, vattendrag i mellersta Norrbotten, Bodens kommun. Längd ca 2 km, inkl. källflöden ca 55 km. B. rinner från Bodträsket genom Bodens stad och mynnar i Luleälven. Källflöde Ljusån.